# Zaha Hadid Architects
Zaha Hadid Architects (укр. Заха Хадід Аркітектс) — британське дизайнерське та архітектурне бюро, засноване архітекторкою Захою Хадід. Головний офіс бюро розташовано в Лондоні. 

## Історія
Архітектурне бюро Zaha Hadid Architects було засноване в 1980 році архітекторкою Захою Хадід у Лондоні, Велика Британія.
Архітектурне бюро Захи Хадід розвиває нові концептуальні проєкти, здійснює перебудову та будівництво існуючих споруд, розроблює об'єкти промислового дизайну, тощо.
Бюро працює з такими архітектурними стилями як деконструктивізм та параметрична архітектура майбутнього. Для будівництва використовуються нові будівельні матеріали, такі як, композитні пластики. Архітектурне бюро виконало більше 900 проєктів у понад 40 країнах.
У Дніпрі Zaha Hadid Architects створює дизайн для майбутніх трьох станцій метро: «Центральна», «Театральна» та «Музейна».
У 2021 році Zaha Hadid Architects долучилось до роботи над проєктом Hyperloop Italia.

## Основні проєкти
- Культурний центр Гейдара Алієва в Баку
- Північний вокзал і парковка Hoenheim-North, Франція
- Лижний трамплін Bergisel (2002), Інсбрук, Австрія
- Центр сучасного мистецтва Розенталя (2003), Цинциннаті, США
- Житловий комплекс Spittelau Viaducts, Відень, Австрія
- Міст Шейха Зайда, Абу-Дабі, ОАЕ
- Центральна будівля BMW (2005 рік), Лейпциг, Німеччина
- Прибудова Ордрупгаард (2005 рік), Копенгаген, Данія
- Науковий центр Phaeno (2005), Вольфсбург, Німеччина
- Центр Меггі в лікарні Вікторії (2006), Керколді, Шотландія
- Павільйон виноробні Тондонія (2001 — 2006), Аро, Іспанія[6]
- Редизайн площі Елефтерія (2007 г.), Нікосія, Кіпр.